# Phytomypterina rufescens
Phytomypterina rufescens är en tvåvingeart som först beskrevs av Villeneuve 1936.  Phytomypterina rufescens ingår i släktet Phytomypterina och familjen parasitflugor. Inga underarter finns listade i Catalogue of Life.